# آلاء أبو قشة
آلاء محمد عزيز ام كشة
من مواليد 23 أبريل 1989) لاعبة كرة قدم أردنية تلعب في  الدفاع مع منتخب الأردن للسيدات.

## المشاركات
شاركت في 55 مباراة في عدد من البطولات منها:
- دورة الألعاب الآسيوية 2014
- كأس آسيا للسيدات 2014
- دورة الألعاب الآسيوية

## روابط خارجية
- آلاء أبو قشة  على سكروي. Retrieved 15 August 2020.